# Carsten Kressner
 Der er for få eller ingen kildehenvisninger i denne artikel, hvilket er et problem. Du kan hjælpe ved at angive troværdige kilder til de påstande, som fremføres i artiklen.

Carsten Kressner (født 24. november 1957) er en dansk skuespiller, manuskriptforfatter, samt rektor for Copenhagen Acting School (tidligere Skuespillerskolen ophelia) og det tilhørende teater. Han blev i 1981 uddannet fra skuespillerskolen ved Odense Teater og i 1992 manuskriptforfatter fra Den Danske Filmskole. Efteruddannet i New York på bl.a. William Esper Studio.
Som skuespiller har han medvirket i henved 80 teaterproduktioner bl.a. som Athos i De Tre Musketerer (Det Danske Teater 1996), men er nok mest kendt for sin rolle som den taktiske leder Bjarne Fromberg i tv-serien P.I.S. (Politiets IndsatsStyrke 2000-06) og som politimanden Bjørn i 3. sæson af Bedrag. Har desuden medvirket i en lang række af de sidste 25 års Tv-serier og film: Rejseholdet, Klovn, Anna Pihl, Badehotellet, Lykke-Per, Carmen Curlers, Orkesteret, Pigerne fra Englandsbåden (sv), Kastanjemanden II m.fl.
Kressner grundlagde i 2001 metode-skuespillerskolen Ophelia - nu Copenhagen Acting School, der især baserer sig på amerikaneren Meisners teknik, hvor han stadig er den daglige leder.
Han er initiativtager til og siden 2003 leder af Ophelia Productions, der især anvender doku-dramatik som udtryksform både for scene og skærm..
Som forfatter har han bl.a. skrevet doku-dramaet Den danske tragedie (Premiere 2005 på Plan-B Teatret, København) om mordet på en italiensk rygsækturist i København.
Kressner arbejder endvidere som oversætter af dramatik. Har bl.a. oversat Shakespearestykkerne 'En skærsommernats drøm' og 'Stor ståhej for ingenting' samt flere bøger om skuespilteknik.
Privat har han været gift to gange. Første gang fra 1987-96 med Randi Jørgensen med hvem han har sønnen Alexander. Anden gang fra 1994 til 2021 med Anne Dorte Michelsen med hvem han har drengene Søren og Julius.